# Stillina
Stillina is een geslacht van uitgestorven kreeftachtigen uit de klasse van de Ostracoda (mosselkreeftjes).

## Soorten
- Stillina asterata Laurencich, 1957 †
- Stillina mirifica Kuznetsova, 1961 †
- Stillina salutaris Kuznetsova, 1961 †
- Stillina spinosa Gruendel, 1964 †